# Supramolècula

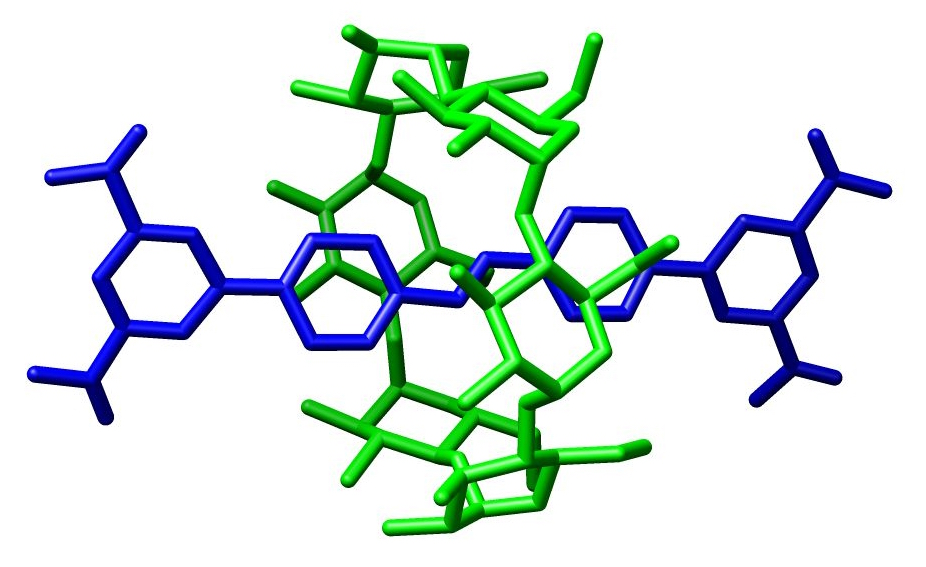
Rotaxà.

Una supramolècula és un sistema de dues o més entitats moleculars mantingudes juntes i organitzades mitjançant interaccions intermoleculars.
La natura ofereix els exemples més espectaculars de supramolècules. El complex enzim-substrat, l'estructura de l'ADN o de la ferritina, proteïna que emmagatzema el ferro als vertebrats, són exemples de supramolècules.

## Història

Dímer d'àcid acètic.

El terme «supramolècula» fou introduït en els anys 30, übermoleküle (en alemany), per definir el dímer format entre dues molècules d'àcid acètic i espècies anàlogues. No obstant això, el concepte de supramolecularitat no s'utilitza en l'actualitat per a casos d'associacions entre molècules tan petites en dimensions. La química supramolecular sorgí en els anys 60 amb els treballs dels nord-americans Charles J. Pedersen (1904-1989) i Donald J. Cram (1919-2001), en els èters corona i esferans, respectivament, i del francès Jean-Marie Lehn (1939), que treballà amb els criptands. Aquests tres científics reberen el 1987 el Premi Nobel de Química, pel desenvolupament de la química supramolecular com un nou camp de la química.